# 副狼鳍鱼
副狼鳍鱼（学名：Paralycoptera），是一种已灭绝的骨舌鱼科物种，它们生存于白垩纪（约1億2500萬到1亿1000年前）的中国。副狼鳍鱼是一种淡水鱼。透過從香港荔枝莊挖掘而來的化石質地推斷，副狼鰭魚喜愛安靜，由於石頭的紋理較幼細和平衡，該魚棲息的水域較平靜，應為少波浪的湖泊。因為荔枝莊的石層留下不少火山爆發時造成的摺皺和斷層，遠古時期該處應存有亞熱帶氣候的淡水湖。
副狼鰭魚屬下已知只有一个物種，即 。而后1988年命名的  被证实属于同一物种。